# Гроб
Гроб е място, където се полага тялото на починал човек или животно. Обикновено гробовете се разполагат в специално пригодени места – гробища.
В отделните религии има различни обичаи по почитане на мъртвите, като не всички включват церемоннии на погребване.
Християнските традиции следват полагане на мъртъвците в гробове, обикновено в края на церемония. Самият гроб се изкопава в земята, като по дължина се спазва оста изток-запад. В него се полага ковчег, съдържащ тленните останки на покойника. На повърхността на самия гроб се поставя кръст или надгробна плоча с името на починалия, датата на раждане и смъртта. Често върху гроба и около него има допълнителни елементи, предимно с декоративна цел.
Гробът може да съдържа предмети, поставени заедно с тялото на мъртвеца като част от религиозен ритуал. Често това се използва в археологията в изследвания на бита и културата на дадено общество през конкретен исторически период.